# 팬택 베가 팝업노트
팬택 베가 팝업노트(Pantech VEGA Pop UP Note)는 팬택이 SK텔레콤을 이용해 출시한 보급형 안드로이드 패블릿 스마트폰이다.

## 운영 체제/소프트웨어

### 안드로이드 4.4 킷캣
안드로이드 4.4.2 킷캣이 기본 탑재되었다.

## 특수 기능

### V펜
베가 팝업노트의 터치 펜이다.(옆 부분에 보면 버튼이 있는데 그걸 앞으로 밀면 빠진다.)베가 팝업노트의 V펜에는 DMB안테나가 내장되어 있다.
+필압이 안되는 정전식 터치 펜이다.

### 지문 인식
후면에 시크릿 키로써 지문을 인식한다.(스와이프 식)

### 라이브 업
휴대전화를 사용하려는 동작을 인식하여 자동으로 시간, 알림 화면을 보여준다.

### 시큐리티 매니저
설정한 횟수에 따라 타인이 여러번 잠금 해제에 실패하면 그 내역을 메모리에 자동으로 저장하고 전면카메라로 사진을 찍어서 기록을 남긴다.
또한 USIM카드를 제거하면 홈화면 진입을 차단시킬수 있다.

## 외형
전면부는 옵티머스LTE2와 매우 흡사해보인다. 후면부분은 카메라와 플레쉬라이트,지문인식센서 배치가 베가 시크릿업과 유사하고 커버에 격자무늬를 넣어서 좀더 세련되 보인다. 옆 테두리는 금속같이 보이지만 특수 코팅처리를 한 플라스틱이다.

## 색상
- 스완 화이트
- 블랙 스완